# Gué-d’Hossus
Gué-d’Hossus település Franciaországban, Ardennes megyében. Lakosainak száma 504 fő (2022. január 1.). Gué-d’Hossus Rocroi és Taillette községekkel határos.

## Népesség
A település népességének változása:
| Lakosok száma | 543  | 500  | 525  | 507  | 530  | 529  | 526  | 517  | 513  | 504  |
|               | 1968 | 1982 | 1990 | 2006 | 2013 | 2015 | 2017 | 2019 | 2020 | 2022 |